# Andes hamatilis
Andes hamatilis är en insektsart som beskrevs av Van Stalle 1983. Andes hamatilis ingår i släktet Andes och familjen kilstritar. Inga underarter finns listade i Catalogue of Life.